# 카에사레아 필립피

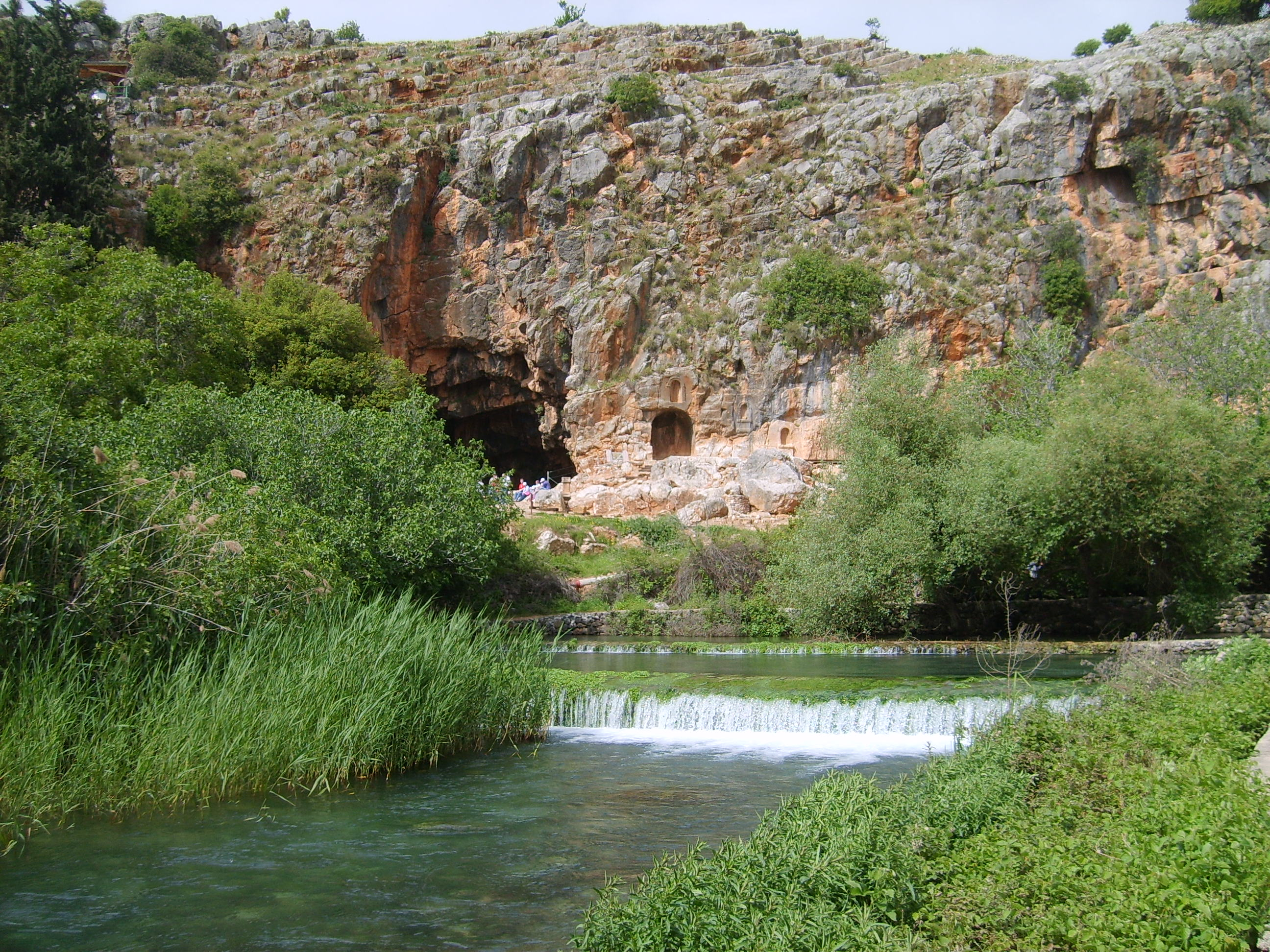

가이사랴 빌립보(고대 그리스어: Καισαρείας τῆς Φιλίππου, 라틴어: Caesarea Philippi) 또는 필립보의 가이사리아는 신약성경에 언급되는 헤르몬산 기슭의 도시이다.